# Badis ruber
Badis ruber е вид бодлоперка от семейство Badidae. Видът не е застрашен от изчезване.

## Разпространение
Разпространен е в Мианмар и Тайланд.

## Описание
На дължина достигат до 5 cm.